# أريج تشودري
أريج تشودري (من مواليد 7 مايو 1997) هي ممثلة وملكة جمال باكستانية. هي الفائزة بلقب ملكة جمال باكستان الدولية 2020   ورُشحت للمشاركة في مسابقة ملكة جمال الأرض 2020  افتراضيًا لتمثيل باكستان وملكة جمال إيكو الدولية وملكة جمال الدولية الكبرى. كما أنها عالمة فيزيولوجية من حيث المهنة. كانت أول فتاة من باكستان يقع الاختيار عليها مباشرة لمسابقات ملكات الجمال من الأراضي الباكستانية. 

## مسابقات الجمال
توجت أريج شودري  بأول ملكة جمال في باكستان في 25 مايو 2021. ثم وجهت لها دعوة لاحقًا لحضور حفل ملكة جمال باكستان 2022 الذي أقيم في لاهور بباكستان وتوجت بلقب ملكة جمال باكستان الدولية. تصدرت تشودري أهم الأخبار العالمية لعام 2022 عن طرق صحيفة دون الرائدة في باكستان.  وفي عام 2023 ، فازت بلقب مسابقة ملكة جمال باكستان الدولية 2023، وملكة جمال ترانس باكستان الثانية  2023. 